# 강병운
강병운(필립 강)(Philip Kang, 1948년 4월 10일 ~ )은 대한민국의 베이스 성악가이자, 서울대학교 음악대학 교수이다. 바이올리니스트 클라라 주미 강의 아버지이다.

## 소개[1]
베이스 강병운(필립 강)은 1948년 한국에서 태어나, 서울대와 베를린 국립음대 대학원을 졸업하였고, 마리오 델 모나코와 티토 곱비를 사사하였다.
서울대 재학 시 제9회 동아음악콩쿠르에서 성악부문 1등 및 전체 1위를 차지 하고, 1974년, 26세의 나이에 베를린 국립음대에 초대되어 유학의 길에 올랐으며, 몇 달 지나지 않아 동양인 최초로 베를린 오페라 하우스에 정단원으로 입단하였다. 그 후 전개되는 그의 활동 대부분에는 ‘동양인 최초’라는 수식어가 따라 다니는데, 그만큼 동양인에게 불모지였던 유럽의 오페라 무대에서 그의 등장은 독보적인 것이었다.

## 보리스 크리스토프(en:Boris Christoff)를 잇는 세계적인 베이스라 불리며 브루손, 카푸칠리, 도밍고, 카레라스 등과 함께 활동
1979년 마리오 델 모나코(Mario del Monaco) 콩쿠르와 1981년 토티 달 몬테(Toti Dal-Monte) 콩쿠르에서 우승하였고, 그 해 마에스트로 아르만도 가토(Armando Gatto)의 지휘로 트레비조 극장에서 연주된 돈 카를로의 필립 2세 역을 맡아 성공적으로 데뷔하였다. 당시 이탈리아의 음악 전문지 ‘오페라’는 그를 가리켜, ‘보리스 크리스토프(en:Boris Christoff)의 뛰어난 음악성과 로시 레메니(en:Rossi-Lemeni)의 연기력을 겸비한 세계적인 베이스가 나타났다’고 극찬하였다. 데뷔 다음 해인 1982년에는 스페인의 빌바오(Bilbao) 오페라 페스티벌에 초청되어 브루손(en:Renato Bruson), 카레라스(en:José Carreras), 디미트로바(en:Ghena Dimitrova), 카푸칠리(en:Piero Cappuccilli), 끼아라(en:Maria Chiara), 카발레(en:Montserrat Caballé), 참피에리(M. Zampieri) 등 세계적인 오페라 가수들과 필립 2세(돈 카를로), 실바(에르나니), 바질리오(세빌리아 이발사), 방코(맥베스), 자카리아(나부코), 람피스(아이다) 등을 연주하며 유럽에서의 활동을 넓혀갔다.

## 세계 최고의 지휘자, 오케스트라와 함께 전 세계 유명 극장에서 공연
유럽을 중심으로 코벤트 가든, 파리 오페라 극장, 취리히 오페라 극장, 비엔나 국립 오페라 극장, 베를린 오페라 하우스(Deutsch Oper Berlin, Komische Oper Berlin, Staatsoper Berlin), 뮌헨 국립 오페라 극장, 드레스덴 젬퍼 오페라 극장, 브뤼셀 왕실 오페라 극장, 로마 오페라 극장, 마드리드 오페라 극장, 바르셀로나 오페라 극장, 리스본 국립 오페라 극장과 뉴욕의 카네기홀 등 세계정상의 무대에서 다니엘 바렌보임(Daniel Barenboim), 주세페 시노폴리(Giuseppe Sinopoli), 베르나르트 하이팅크(en:Bernard Haitink), 볼프강 자발리쉬(en:Wolfgang Sawallisch), 리카르도 샤이(Riccardo Chailly) 등 세계적인 지휘자들과 함께 공연하였고, 베를린 필하모니, 빈 필하모니, 뉴욕 필하모니, 런던 필하모니, 프랑스 국립 오케스트라, 로마 RAI 오케스트라, 산타체칠리아 오케스트라, 밀라노 RAI 오케스트라 등의 세계적 명성의 오케스트라와 협연하면서 국제적인 명성을 쌓았다.
또한 전국에 생중계된 프랑스의 오랑쥐(Orange) 페스티벌에 초대되어 아이다와 나부코를 연주하였고, 초대되기 까다로운 미국의 탱글우드(Tanglewood) 음악 축제에도 초대되어 베르나르트 하이팅크의 지휘로 보스턴 필하모니와 협연하였다.

## 동양인 최초바이로이트데뷔, 최고의 가수로 선정
바그너의 손자이자 바이로이트 페스티벌의 총감독인 볼프강 바그너와 세계적인 지휘자 다니엘 바렌보임, 그리고 여전히 최고의 오페라 연출가로 인정받고 있는 하리쿠퍼의 공동 초청으로 1988년에서 1992년까지 공연된 《니벨룽의 반지》에서 하겐, 훈딩, 파프너의 역할로 역시 동양인으로서는 최초로 바이로이트에 입성하였다. 이 공연은 세계굴지의 음반회사인 텔텍에서 비디오와 CD로 출반되었으며, 1988년의 성공적인 데뷔로 독일 최고의 권위 있는 신문인 베를린 모르겐포스트(Berliner en:Morgenpost)는 “바그너 오페라를 벨칸토로 부른 그 해 최고의 가수”로 호평하였고, 유럽에서 가장 권위 있는 오페라 전문지 “en:Opernwelt”는 단독 인터뷰를 실으며 그를 “하늘의 부상하는 별, 그 해 최고의 가수”로 선정하였다. 그 전문지는 단단하면서도 풍부한 중저음과 완벽한 고음처리로 그의 기량은 이미 바그너뿐 아니라 모차르트, 베르디, 푸치니, 벨리니, 로시니 등 모든 레퍼토리를 완벽히 소화해 낼 수 있는 '진정한 베이스'로 호평했다.
그는 2000-2004 시즌에 바이로이트 축제에 다시 초청되어 주세페 시노폴리와 함께 링 사이클을 공연하였는데, 플라시도 도밍고와 함께 출연한 발퀴레 1막은 “바이로이트 축제의 가장 멋진 장면”으로 선정되기도 하였다.

## 연주 작품
그는 오페라 《Zauberflöte》의 Sarastro, 《Entführung》의 Osmin, 《Don Carlo》의 Filippo II, 《Attila》의 Attila, 《Ernani》의 Silva, 《Nabucco》의 Zaccaria, 《Simon Boccanegra》의 Fiesco, 《Macbeth》의 Banquo, 《Boris Godounoff》의 Boris, 《Faust》의 Mephisto, 《Fidelio》의 Rocco, 《Parsifal》의 Gurnemanz, 《Die Meistersinger von Nürnberg》의 Pogner, 《Der Fliegende Holländer》의 Daland, 《Tristan und Isolde》의 König Marke, 《Lohengrin》의 König Heinrich 등 수많은 오페라 주역을 훌륭히 연주했으며, 그의 폭넓은 레퍼토리와 베르디, 모차르트 《Requiem》, 베토벤 '합창' 교향곡, 하이든의 《Schöpfung》의 솔리스트 등 현대 오페라를 포함하여 100여 편에 이르는 다양한 연주 경력은 그를 바그너 가수로만 제한하지 않는다.
지난 1995년부터는 서울대학교 음악대학 교수로 후학 양성에 힘쓰고 있으며, 여전히 유럽을 중심으로 세계 정상의 무대에서 주역 가수로도 활동하고 있다.

## 2013년 국립오페라단 <돈 카를로>[3]
유럽에서의 활발한 활동에 비해 그동안 한국에서 거의 공연을 하지 않았던 베이스 강병운은 2013년 4월 국립오페라단의 돈 카를로의 필립 2세 역으로 출연 예정이어서 그의 오페라를 기다려왔던 국내 팬들의 기대를 얻고 있다. 그리고 2013년 10월, 대구국제오페라축제(Daegu International Opera Festival)을 통해 같은 작품의 같은 역할로 '생애 마지막 오페라'를 공연할 예정이어서 더욱 주목이 된다.